# (1088) Mitaka
(1088) Mitaka es un asteroide perteneciente al cinturón de asteroides descubierto por Okuro Oikawa desde el observatorio astronómico de Tokio, Japón, el 17 de noviembre de 1927.

## Designación y nombre
Mitaka se designó inicialmente como 1927 WA.
Posteriormente fue nombrado por la localidad japonesa de Mitaka.

## Características orbitales
Mitaka está situado a una distancia media de 2,201 ua del Sol, pudiendo acercarse hasta 1,77 ua y alejarse hasta 2,633 ua. Tiene una excentricidad de 0,1961 y una inclinación orbital de 7,65°. Emplea 1193 días en completar una órbita alrededor del Sol.